# Fazenda Algarve

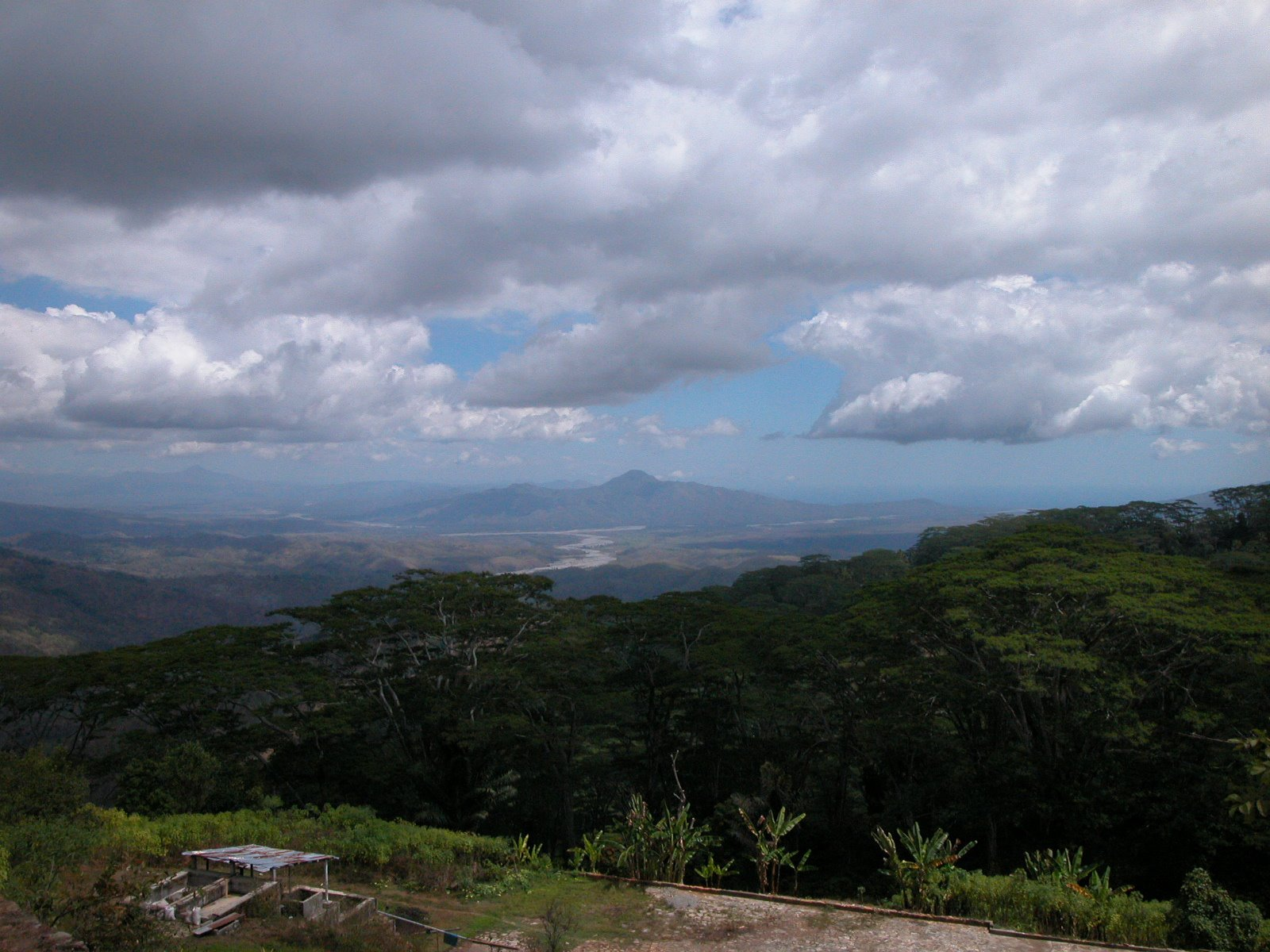
Bei der Plantage Fazenda Algarve

Die Fazenda Algarve ist eine Plantage im osttimoresischen Ort Fazenda (Suco Leotala, Gemeinde Liquiçá). Die Siedlung, die ebenfalls „Fazenda Algarve“ genannt wird, hat ihren Namen von der Plantage.

## Geschichte
Manuel Viegas Carrascalão wurde 1927 in die Kolonie Portugiesisch-Timor verbannt. Während der japanische Besetzung im Zweiten Weltkrieg (1942–1945) kämpfte er mit den Alliierten gegen die Japaner. Nach dem Krieg erhielt er die Fazenda Algarve von der portugiesischen Regierung als Belohnung.
Auf der Plantage baute Carrascalão als Großgrundbesitzer Kaffee, Kautschuk und Tee an. Die Fazenda Algarve gehört noch immer der Familie Carrascalão und ist mit ihren 290 Hektar die einzige Plantage, die im heutigen Staat Osttimor noch im Besitz derselben Familie ist, wie zur Kolonialzeit. Überall sonst haben Kleinbauern die Grundstücke übernommen.
2019 kam es in der Region zu schweren Waldbränden.
Mehrere Kinder von Manuel Viegas Carrascalão haben bis in das heutige Osttimor als Politiker und Diplomaten eine Rolle gespielt. Auf der Fazenda wurden zum Beispiel João Viegas Carrascalão (1945–2012) und Natália Carrascalão Antunes (1952) geboren.
In der Fazenda Algarve wurde während der Kolonialzeit eine Wetterstation betrieben, die 2014 wieder in Betrieb genommen wurde. Mit 2143 bis 2496 mm Niederschlägen pro Jahr befindet sich hier die regenreichste Region der Gemeinde Liquiçá.